# Чечельник
Чечельни́к (укр. Чечельник) — посёлок в Гайсинском районе Винницкой области Украины.

## Название
В ряде польских источников отмечается, что топоним Чечельник имеет тюркское (татарское) происхождение и по-татарски назывался Чачанлик (Czaczanlyk)
Особенно на таком происхождении названия настаивает А. Яблоновский, рассматривая различные стороны колонизации Украины - Брацлавщины. Среди многих тюркских названий, которые сохранились на Брацлавщине, он вспоминает Чечельник и Саврань. Упоминания Чечельник, пишет, что первоначальное название - Чачанлик (Czaczanlyk) со временем в украинском языке трансформировалось в Чечельник.
На карте «Брацлавского воеводства» Л. де Боплана Чечельник указано как Czaczanik - Чачаник.
Подтверждением тюркского происхождения названия Чечельника может были легенда, записанная  в 1989 бывшим директором Чечельницкой средней школы Г. А. Гальчинским, которую ему прочитали из старой польской книги в Виннице. По этой легенде Чечельник основан в XVI в. татарином-беглецом Чаганом, который женился на православной девушке, принял православную веру и поселился на правом берегу р. Савранки. Хутор назвал Чаганлук. Люди, которые селились рядом, называли хутор - Чачанлук, со временем название трансформировалось в Чачанлик, а еще позже - в Чечельник. В русскоязычной литературе конца XIX в. указывается, что Чечельник (давний Чачанлик) название свое получил от своего основателя «Чечель»

## Географическое положение
Находится на реке Савранке.

## История
Поселение было основано в XVII веке на границе Польши и Буджакской степи, и в XVIII в. часто подвергалось нападениям татар и гайдамаков.
После второго раздела Речи Посполитой в 1793 году селение вошло в состав Российской империи. В 1795—1812 гг. здесь временно находились присутственные уездные места.
В 1796 году было основано имение генерал-фельдмаршала И. В. Гудовича.
В 1868 году здесь насчитывалось 820 домов и 2 615 жителей.
В начале XX века Чечельник был местечком Ольгопольского уезда Подольской губернии, численность населения составляла 3 111 жителей, здесь действовали православная церковь, костёл, синагога, народное училище, винокуренный завод, сахарный завод, еженедельно проходили ярмарки.
В январе 1918 года здесь была установлена Советская власть, но в дальнейшем в ходе гражданской войны власть несколько раз менялась.
В июне 1931 года здесь началось издание районной газеты.
В ходе Великой Отечественной войны 24 июля 1941 года Чечельник был оккупирован наступавшими немецкими войсками, здесь было создано гетто. Освобождён 17 марта 1944 года частями 2-го Украинского фронта.
20 декабря 1961 года Чечельник стал городом.
В 1973 в связи с административно- территориальным перераспределением территорий Винницкой области Чечельнику вновь вернули статус поселка. 
По состоянию на начало 1985 года численность населения составляла 5,6 тысяч человек, здесь действовали сахарный завод, спиртовой завод, кирпичный завод, комбикормовый завод, промкомбинат, райсельхозтехника, райсельхозхимия, комбинат бытового обслуживания, три общеобразовательные школы, музыкальная школа, больница, два Дома культуры, кинотеатр и две библиотеки.
В январе 1989 года численность населения составляла 6 084 человека. В январе 1989 года районная газета «Колгоспник» была переименована в «Слово правди».
В марте 1995 года Верховная Рада Украины внесла находившиеся в посёлке спиртзавод, Чечельницкое хлебоприёмное предприятие, лесхоз и охотничье хозяйство в перечень предприятий и организаций, приватизация которых запрещена в связи с их общегосударственным значением.
В мае 1995 года Кабинет министров Украины утвердил решение о приватизации находившихся здесь сахарного завода, СПМК-71 и райсельхозтехники, в июле 1995 года было утверждено решение о приватизации свеклосовхоза. В октябре 1995 года было утверждено решение о приватизации райсельхозхимии.
По состоянию на 1 января 2013 года численность населения составляла 5 166 человек.

## Персоналии
- В химической профшколе в Чечельнике учились математики И. М. Гельфанд и Д. П. Мильман (последний также родился в Чечельнике).
- Клариси Лиспектор — бразильская писательница, родилась в Чечельнике.
- Гудович, Анна Андреевна — русская графиня.